# سوميرتون
سوميرتون (بالإنجليزية: Somerton, Arizona)‏ هي مدينة تقع في مقاطعة يوما، أريزونا بولاية أريزونا في الولايات المتحدة. تبلغ مساحتها 3.4 (كم²)، وترتفع عن سطح البحر 32 م، بلغ عدد سكانها 14287 نسمة في عام 2010 حسب إحصاء مكتب تعداد الولايات المتحدة وتصل الكثافة السكانية فيها 2962.1 نسمة/كم2.

## التركيبة السكانية
حدّد مكتب تعداد الولايات المتحدة بيانات التركيبة السكانية لسوميرتون في تعداد الولايات المتحدة. في ما يلي، التركيبة السكانية حسب تعدادي 2000 و2010.

### تعداد عام 2000
بلغ عدد سكان سوميرتون 7,266 نسمة بحسب تعداد عام 2000، وبلغ عدد الأسر 1,818 أسرة وعدد العائلات 1,652 عائلة مقيمة في المدينة. في حين سجلت الكثافة السكانية 385.1 نسمة لكل كيلومتر مربع (997.4/ميل2). وبلغ عدد الوحدات السكنية 1,967 وحدة بمتوسط كثافة قدره 104.2 لكل كيلومتر مربع (269.9/ميل2).
وتوزع التركيب العرقي للمدينة بنسبة 44.52% من البيض و0.37% من الأمريكيين الأفارقة و0.65% من الأمريكيين الأصليين و0.34% من الأمريكيين ذوي الأصول الآسيوية و0.01% من سكان جزر المحيط الهادئ و51.11% من الأعراق الأخرى و2.99% من عرقين مختلطين أو أكثر و95.17% من الهسبانيون أو اللاتينيون من أي عرق.
بلغ عدد الأسر 1,818 أسرة كانت نسبة 67.8% منها لديها أطفال تحت سن الثامنة عشر تعيش معهم، وبلغت نسبة الأزواج القاطنين مع بعضهم البعض 70.9% من أصل المجموع الكلي للأسر، ونسبة 16.3% من الأسر كان لديها معيلات من الإناث دون وجود شريك، بينما كانت نسبة 3.7% من الأسر لديها معيلون من الذكور دون وجود شريكة وكانت نسبة 9.1% من غير العائلات. تألفت نسبة 7.8% من أصل جميع الأسر من عدة أفراد يعيشون في نفس المنزل ونسبة 4.2% كانت تتألف من شخص يعيش بمفرده يبلغ من العمر 65 عاماً أو أكثر. وبلغ متوسط حجم الأسرة المعيشية 3.99، أما متوسط حجم العائلات فبلغ 4.21.
بلغ العمر الوسطي للسكان 24.9 عاماً. وكانت نسبة 38.9% من القاطنين تحت سن الثامنة عشر، وكانت نسبة 11.2% بين الثامنة عشر والرابعة والعشرين عاماً، ونسبة 28.3% كانت واقعةً في الفئة العمرية ما بين الخامسة والعشرين والرابعة والأربعين عاماً، ونسبة 14.4% كانت ما بين الخامسة والأربعين والرابعة والستين، ونسبة 7.2% كانت ضمن فئة الخامسة والستين عاماً فما فوق. يوجد لكل 100 أنثى 96.5 ذكر، ويوجد لكل 100 أنثى في الثامنة عشر من عمرها فما فوق 92.3 ذكر.
بلغ متوسط دخل الأسرة في المدينة 26,544 دولارًا، أما متوسط دخل العائلة فبلغ 27,944 دولارًا. وكان متوسط دخل الذكور 21,619 دولارًا مقابل 16,677 دولارًا للإناث. وسجل دخل الفرد الخاص بالمدينة 7,960 دولارًا. وكانت نسبة 24% من العائلات ونسبة 26.6% من السكان تحت خط الفقر، وكان من هؤلاء نسبة 33.3% تحت سن الثامنة عشر ونسبة 27.9% في الخامسة والستين من العمر وما فوق.

### تعداد عام 2010
بلغ عدد سكان سوميرتون 14,287 نسمة بحسب تعداد عام 2010، وبلغ عدد الأسر 3,791 أسرة وعدد العائلات 3,352 عائلة مقيمة في المدينة. في حين سجلت الكثافة السكانية 757.1 نسمة لكل كيلومتر مربع (1,960.9/ميل2). وبلغ عدد الوحدات السكنية 4,052 وحدة بمتوسط كثافة قدره 214.7 لكل كيلومتر مربع (556.1/ميل2).
وتوزع التركيب العرقي للمدينة بنسبة 64.37% من البيض و0.85% من الأمريكيين الأفارقة و0.78% من الأمريكيين الأصليين و0.38% من الأمريكيين ذوي الأصول الآسيوية و0.06% من سكان جزر المحيط الهادئ و31.14% من الأعراق الأخرى و2.41% من عرقين مختلطين أو أكثر و95.95% من الهسبانيون أو اللاتينيون من أي عرق.
بلغ عدد الأسر 3,791 أسرة كانت نسبة 65.6% منها لديها أطفال تحت سن الثامنة عشر تعيش معهم، وبلغت نسبة الأزواج القاطنين مع بعضهم البعض 60.5% من أصل المجموع الكلي للأسر، ونسبة 21.7% من الأسر كان لديها معيلات من الإناث دون وجود شريك، بينما كانت نسبة 6.2% من الأسر لديها معيلون من الذكور دون وجود شريكة وكانت نسبة 11.6% من غير العائلات. تألفت نسبة 9.4% من أصل جميع الأسر من عدة أفراد يعيشون في نفس المنزل ونسبة 3.9% كانت تتألف من شخص يعيش بمفرده يبلغ من العمر 65 عاماً أو أكثر. وبلغ متوسط حجم الأسرة المعيشية 3.77، أما متوسط حجم العائلات فبلغ 3.99.
بلغ العمر الوسطي للسكان 25.5 عاماً. وكانت نسبة 38.1% من القاطنين تحت سن الثامنة عشر، وكانت نسبة 11% بين الثامنة عشر والرابعة والعشرين عاماً، ونسبة 27.7% كانت واقعةً في الفئة العمرية ما بين الخامسة والعشرين والرابعة والأربعين عاماً، ونسبة 16.7% كانت ما بين الخامسة والأربعين والرابعة والستين، ونسبة 6.5% كانت ضمن فئة الخامسة والستين عاماً فما فوق. وتوزع التركيب الجنسي للسكان بنسبة 48.3% ذكور و51.7% إناث.

## وصلات خارجية
- www.cityofsomerton.com